# K7리그 대전 직장
K7리그 대전 직장(K7 League Daejeon Taxi)은 대한민국 대전광역시에서 진행되는 축구 대회이다.

## 역사
2019년에 'K7리그 대전광역시 개인택시리그'라는 이름으로 시작되었으며 2019시즌부터 6개의 선수단이 리그에 참여하고있다.

## 시즌별 결과
| 시즌   | 권역 | 참가 | 우승 | 준우승 | 승격 | 비고 |
| ------ | ---- | ---- | ---- | ------ | ---- | ---- |
| 2019년 | 1개  | 6팀  |      |        |      |      |

## 같이 보기
- K7리그